# Pluchea eupatorioides
Pluchea eupatorioides là một loài thực vật có hoa trong họ Cúc. Loài này được Kurz miêu tả khoa học đầu tiên năm 1877.